# Čepkeliai-sumpene
Čepkeliai-sumpene (litauisk: Čepkelių raistas) er det største sumpområde på 5.858 ha i Litauen. Čepkeliai-sumpene er en del af Dzūkija nationalpark. Sumpene er beliggende syd for landsbyen Marcinkonys nær Merkine og nord for floden Kotra, som løber langs den litauiske-hviderussiske grænse i dette område.
Sumpområdet er et naturreservat.